# دليل المسافر إلى المجرة
دليل المسافر إلى المجرة (بالإنجليزية: The Hitchhiker's Guide to the Galaxy)، هي أولى روايات سلسلة «دليل المسافر إلى المجرة» وهي روايات خيال علمي كوميدي ألفها الكاتب الإنجليزي دوغلاس آدمز. تم عرضها بداية على هيئة رواية كوميدية على راديو 4 التابع لــ هيئة الإذاعة البريطانية (4 BBC) بالمملكة المتحدة سنة 1978. وأصبحت في السنوات اللاحقة ظاهرة عالمية لاقت صيتا واسعا من قبل هواة الخيال العلمي.وعمل منها عمل مسرحي رواية «ثلاثية» من خمسة أجزاء نشرت في الفترة بين 1979 و1992 وترجمت إلى أكثر من 30 لغة. كما ظهرت لاحقا كــ مسلسل تلفزيوني سنة 1981 ولعبة كومبيوتر سنة 1984. وسلسلة كوميكس من ثلاثة أجزاء. واخيرا ظهر عنها فيلم سنة 2005.
يعود العنوان إلى كتاب دليل سفر خيالي سمي ب«دليل المسافر إلى المجرة» استخدم كدليل من قبل الأبطال للتعرف على معالم المجرة ومخلوقاتها.

## الحبكة
تتبع النسخ المختلفة للرواية نفس الحبكة ولكنها في نفس الوقت متناقضة، بسبب قيام دوغلاس آدمز بتغيير أجزاء من القصة عدة مرات. وعلى أي حال فالقصة تتبع مغامرات «آرثور دينت» (Arthur Dent)، وهو شخص إنكليزي يتسم بالبساطة والفطرة، ورفاقه «فورد بريفكت» (Ford Prefect)، الذي اختار لنفسه هذا الاسم تيمنا بأحد طرازات سيارات فورد (بحسب الرواية فمن المستحيل نطق أسمه الحقيقي بلغات الأرض)، و«زيفود بيبلبروكس» (Zaphod Beeblebrox) ابن عم فورد المتعطش للسلطة، و«مارفن الروبوت الزوري» (Marvin the Paranoid Android) المصاب بجنون الارتياب و«ترليان» (Trillian) وهي فتاة من كوكب الأرض.

## وصلات خارجية

### المواقع الرسمية
- BBC Cult website, official website for the TV show version (includes information, links and downloads)
- BBC Radio 4 website for the 2004–2005 series
- Official Movie Site نسخة محفوظة 28 مايو 2004 على موقع واي باك مشين.
- دليل المسافر إلى المجرة على موقع الموسوعة البريطانية (الإنجليزية)
- h2g2
- Encyclopedia of Television
- British Film Institute Screen Online page devoted to the TV series
- DC Comics H2G2 site نسخة محفوظة 27 مايو 2006 على موقع واي باك مشين.